# Gwynne Brian Sugden
Gwynne Brian Sugden, britanski general, * 1903, Hampshire, Anglija, † 4. januar 1945, Hotton, Belgija.